# Мартиролог Иеронима
Мартиролог Иеронима (лат. Martyrologium Hieronymianum) — возможно, самый древний список христианских мучеников латинской Церкви: он обязан своим названием тому обстоятельству, что его создание приписывается святому Иерониму Стридонскому.
Считается, что автор мартиролога жил в V веке между Миланом и Аквилеей. В основу мартиролога им был положен в качестве основного сирийский мартиролог второй половины IV века (возможно, составленный между 360 и 411 годами Никомидийский мартиролог). Однако в нём был также использован календарь Филокала (354 год) и африканский мартиролог. У мартиролога имеются два извода: Италийский, для литургического использования и назидания, и галльский, появившийся в конце VI века, который имел большое распространение в разных провинциях Франции и содержал различные дополнения .
Иеронимов мартиролог был опубликован болландистами Ипполитом Делейэ и Анри Квентином в Брюсселе в Acta Sanctorum в 1931 году. Несмотря на серьёзные критические замечания, он остается основным документом для истории церкви.